# Berthold Ericsson
Gustaf Berthold Ericsson, född 14 januari 1910 i Sankt Matteus församling, Stockholm, död 24 juli 1994 i Kungsholms församling, Stockholm, var en svensk motorcykelförare. Han var under 1930-talet en av Sveriges skickligaste i sidvagnsklassen med bland annat fyra individuella nordiska mästerskap.
Ericsson, som var verksam som fabrikör i Stockholm, debuterade som jordbaneförare på Ebe 1927 men specialiserade sig sedermera på backtävlingar, där han vunnit sina flesta och största segrar. Han tävlade intill 1933 mestadels på Brough Superior och OEC, 1934–1936 på Rex samt därefter på Husqvarna och blev nordisk mästare i backe individuellt 1932 och 1937, i lag 1938 samt på jordbana 1934 och 1937. Han vann svenska mästerskapet i backe 1935, 1937 och 1938 och innehade dessutom ett flertal backrekord. Ericsson slutade tävla 1938 och nedlade efter kriget ett intresserat arbete som medlem av tävlingskommittén i Motorsällskapet, vilket han tillhört under hela sin aktiva tid.